# Noors voetbalelftal in 2000
Het Noors voetbalelftal speelde in totaal vijftien interlands in het jaar 2000, waaronder drie groepswedstrijden tijdens de EK-eindronde in België en Nederland. De selectie stond onder leiding van bondscoach Nils Johan Semb. Op de FIFA-wereldranglijst zakte Noorwegen in 2000 van de zevende (januari 2000) naar de veertiende plaats (december 2000).

## Balans
| Wedstrijden | Wedstrijden | Wedstrijden | Wedstrijden | Doelpunten | Doelpunten | Doelpunten | Punten |
| Gespeeld    | Winst       | Gelijk      | Verlies     | Voor       | Tegen      | Saldo      | Punten |
| ----------- | ----------- | ----------- | ----------- | ---------- | ---------- | ---------- | ------ |
| 15          | 5           | 6           | 4           | 15         | 13         | +2         | 1.067  |

## Interlands
|                                                       |         |       |           |                                                                                           |
| 31 januari Vriendschappelijk № 629 «onderlinge duels» | IJsland | 0 – 0 | Noorwegen | La Manga Club Centro, La Manga Toeschouwers: 250 Scheidsrechter: Nicolai Vollquartz (DEN) |
| 31 januari Vriendschappelijk № 629 «onderlinge duels» |         |       |           | La Manga Club Centro, La Manga Toeschouwers: 250 Scheidsrechter: Nicolai Vollquartz (DEN) |

|                                                       |                                    |       |                                                                       |                                                                                          |
| 2 februari Vriendschappelijk № 630 «onderlinge duels» | Denemarken                         | 2 – 4 | Noorwegen                                                             | La Manga Club Centro, La Manga Toeschouwers: 750 Scheidsrechter: Karl-Erik Nilsson (SWE) |
| 2 februari Vriendschappelijk № 630 «onderlinge duels» | Peter Lassen 1' Søren Andersen 89' |       | 50' Henning Berg 54' Andreas Lund 90' Henning Berg 90+2' Andreas Lund | La Manga Club Centro, La Manga Toeschouwers: 750 Scheidsrechter: Karl-Erik Nilsson (SWE) |

|                                                       |                |       |                             |                                                                                      |
| 4 februari Vriendschappelijk № 631 «onderlinge duels» | Noorwegen      | 1 – 1 | Zweden                      | La Manga Club Centro, La Manga Toeschouwers: 600 Scheidsrechter: Mikko Vuorela (FIN) |
| 4 februari Vriendschappelijk № 631 «onderlinge duels» | John Carew 83' |       | 87' (pen.) Anders Andersson | La Manga Club Centro, La Manga Toeschouwers: 600 Scheidsrechter: Mikko Vuorela (FIN) |

|                                                        |         |                                     |           |                                                                                             |
| 23 februari Vriendschappelijk № 632 «onderlinge duels» | Turkije | 0 – 2                               | Noorwegen | Ali Sami Yenstadion, Istanboel Toeschouwers: 7.000 Scheidsrechter: Giorgos Kasnaferis (GRE) |
| 23 februari Vriendschappelijk № 632 «onderlinge duels» |         | 38' John Arne Riise 73' Roar Strand |           | Ali Sami Yenstadion, Istanboel Toeschouwers: 7.000 Scheidsrechter: Giorgos Kasnaferis (GRE) |

|                                                     |                                             |       |                                                 |                                                                                                   |
| 29 maart Vriendschappelijk № 633 «onderlinge duels» | Zwitserland                                 | 2 – 2 | Noorwegen                                       | Stadio Comunale di Cornaredo, Lugano Toeschouwers: 5.800 Scheidsrechter: Pasquale Rodomonti (ITA) |
| 29 maart Vriendschappelijk № 633 «onderlinge duels» | Stéphane Chapuisat 56' Mario Cantaluppi 74' |       | 32' Ståle Solbakken 73' (pen.) Bent Skammelsrud | Stadio Comunale di Cornaredo, Lugano Toeschouwers: 5.800 Scheidsrechter: Pasquale Rodomonti (ITA) |

|                                                     |           |                                     |        |                                                                                |
| 26 april Vriendschappelijk № 634 «onderlinge duels» | Noorwegen | 0 – 2                               | België | Ullevaal Stadion, Oslo Toeschouwers: 11.927 Scheidsrechter: Mike McCurry (SCO) |
| 26 april Vriendschappelijk № 634 «onderlinge duels» |           | 55' Gert Verheyen 90' Gert Verheyen |        | Ullevaal Stadion, Oslo Toeschouwers: 11.927 Scheidsrechter: Mike McCurry (SCO) |

|                                                   |                                                    |       |           |                                                                                  |
| 27 mei Vriendschappelijk № 635 «onderlinge duels» | Noorwegen                                          | 2 – 0 | Slowakije | Ullevaal Stadion, Oslo Toeschouwers: 16.350 Scheidsrechter: Sten Johansson (SWE) |
| 27 mei Vriendschappelijk № 635 «onderlinge duels» | Ole Gunnar Solskjær 21' (pen.) Steffen Iversen 85' |       |           | Ullevaal Stadion, Oslo Toeschouwers: 16.350 Scheidsrechter: Sten Johansson (SWE) |

|                                                   |                |       |        |                                                                                 |
| 3 juni Vriendschappelijk № 635 «onderlinge duels» | Noorwegen      | 1 – 0 | Italië | Ullevaal Stadion, Oslo Toeschouwers: 25.248 Scheidsrechter: Graham Barber (ENG) |
| 3 juni Vriendschappelijk № 635 «onderlinge duels» | John Carew 52' |       |        | Ullevaal Stadion, Oslo Toeschouwers: 25.248 Scheidsrechter: Graham Barber (ENG) |

| EK voetbal 2000 |
| --------------- |

|                                                              |                     |       |        |                                                                                 |
| 13 juni Euro 2000 Groep C № 637 «onderlinge duels» 20:45 uur | Noorwegen           | 1 – 0 | Spanje | De Kuip, Rotterdam Toeschouwers: 45.000 Scheidsrechter: Gamal El Ghandour (EGY) |
| 13 juni Euro 2000 Groep C № 637 «onderlinge duels» 20:45 uur | Steffen Iversen 65' |       |        | De Kuip, Rotterdam Toeschouwers: 45.000 Scheidsrechter: Gamal El Ghandour (EGY) |

|                                                              |           |                   |             |                                                                                |
| 18 juni Euro 2000 Groep C № 638 «onderlinge duels» 20:45 uur | Noorwegen | 0 – 1             | Joegoslavië | Stade de Sclessin, Luik Toeschouwers: 24.000 Scheidsrechter: Hugh Dallas (SCO) |
| 18 juni Euro 2000 Groep C № 638 «onderlinge duels» 20:45 uur |           | 7' Savo Milošević |             | Stade de Sclessin, Luik Toeschouwers: 24.000 Scheidsrechter: Hugh Dallas (SCO) |

|                                                              |           |       |          |                                                                          |
| 21 juni Euro 2000 Groep C № 639 «onderlinge duels» 18:00 uur | Noorwegen | 0 – 0 | Slovenië | Gelredome, Arnhem Toeschouwers: 22.000 Scheidsrechter: Graham Poll (ENG) |
| 21 juni Euro 2000 Groep C № 639 «onderlinge duels» 18:00 uur |           |       |          | Gelredome, Arnhem Toeschouwers: 22.000 Scheidsrechter: Graham Poll (ENG) |

|  |  |  |  |  |  |  |  |  |

|                                                        |                                                            |       |                       |                                                                                        |
| 16 augustus Vriendschappelijk № 640 «onderlinge duels» | Finland                                                    | 3 – 1 | Noorwegen             | Olympiastadion, Helsinki Toeschouwers: 10.748 Scheidsrechter: Mario van der Ende (NED) |
| 16 augustus Vriendschappelijk № 640 «onderlinge duels» | Jari Litmanen 24' Jari Litmanen 61' Shefki Kuqi 90' (pen.) |       | 54' Thorstein Helstad | Olympiastadion, Helsinki Toeschouwers: 10.748 Scheidsrechter: Mario van der Ende (NED) |

|                                                                |           |       |         |                                                                                 |
| 2 september WK-kwalificatie № 641 «onderlinge duels» 16:00 uur | Noorwegen | 0 – 0 | Armenië | Ullevaal Stadion, Oslo Toeschouwers: 19.201 Scheidsrechter: William Young (SCO) |
| 2 september WK-kwalificatie № 641 «onderlinge duels» 16:00 uur |           |       |         | Ullevaal Stadion, Oslo Toeschouwers: 19.201 Scheidsrechter: William Young (SCO) |

|                                                    |                  |       |                       |                                                                                        |
| 7 oktober WK-kwalificatie № 642 «onderlinge duels» | Wales            | 1 – 1 | Noorwegen             | Millennium Stadium, Cardiff Toeschouwers: 51.100 Scheidsrechter: Hartmut Strampe (GER) |
| 7 oktober WK-kwalificatie № 642 «onderlinge duels» | Nathan Blake 60' |       | 80' Thorstein Helstad | Millennium Stadium, Cardiff Toeschouwers: 51.100 Scheidsrechter: Hartmut Strampe (GER) |

|                                                               |           |                        |          |                                                                             |
| 11 oktober WK-kwalificatie № 643 «onderlinge duels» 19:00 uur | Noorwegen | 0 – 1                  | Oekraïne | Ullevaal Stadion, Oslo Toeschouwers: 23.612 Scheidsrechter: Urs Meier (SUI) |
| 11 oktober WK-kwalificatie № 643 «onderlinge duels» 19:00 uur |           | 50' Andrij Sjevtsjenko |          | Ullevaal Stadion, Oslo Toeschouwers: 23.612 Scheidsrechter: Urs Meier (SUI) |

## FIFA-wereldranglijst
| JAN | FEB | MAR | APR | MEI | JUN | JUL | AUG | SEP | OKT | NOV | DEC |
| --- | --- | --- | --- | --- | --- | --- | --- | --- | --- | --- | --- |
| 7   | 7   | 6   | 7   | 9   | 7   | 10  | 9   | 11  | 12  | 14  | 14  |

## Statistieken
| Thomas Myhre         | 1973-10-16 | FC København      | 7  | 0 | 0 | 13 | 0  |
| Frode Olsen          | 1967-10-12 | Sevilla           | 6  | 1 | 0 | 18 | 0  |
| Espen Baardsen       | 1977-12-07 | Watford           | 1  | 0 | 0 | 4  | 0  |
| Morten Bakke         | 1968-12-16 | Molde FK          | 1  | 0 | 0 | 1  | 0  |
| Verdediging          |            |                   |    |   |   |    |    |
| André Bergdølmo      | 1971-10-13 | Rosenborg BK      | 13 | 0 | 0 | 30 | 0  |
| Henning Berg         | 1969-09-01 | Blackburn Rovers  | 11 | 0 | 2 | 76 | 8  |
| Bjørn Otto Bragstad  | 1971-01-05 | Derby County      | 10 | 0 | 0 | 15 | 0  |
| John Arne Riise      | 1980-09-24 | AS Monaco         | 5  | 2 | 1 | 7  | 1  |
| Trond Andersen       | 1975-01-06 | Wimbledon FC      | 5  | 2 | 0 | 9  | 0  |
| Vegard Heggem        | 1975-07-13 | Liverpool         | 5  | 0 | 0 | 20 | 1  |
| Vidar Riseth         | 1972-04-21 | TSV 1860 München  | 3  | 6 | 0 | 29 | 2  |
| Stig Inge Bjørnebye  | 1969-12-11 | Blackburn Rovers  | 3  | 2 | 0 | 75 | 1  |
| Dan Eggen            | 1970-01-13 | Deportivo Alavés  | 3  | 2 | 0 | 22 | 2  |
| Erik Hoftun          | 1969-03-03 | Rosenborg BK      | 2  | 2 | 0 | 24 | 0  |
| Christer Basma       | 1972-08-01 | Rosenborg BK      | 2  | 1 | 0 | 6  | 0  |
| Ronny Johnsen        | 1969-06-10 | Manchester United | 2  | 0 | 0 | 43 | 2  |
| Mike Kjølø           | 1971-10-27 | Stabæk IF         | 1  | 0 | 0 | 1  | 0  |
| Claus Lundekvam      | 1973-02-22 | Southampton FC    | 1  | 0 | 0 | 8  | 0  |
| Roger Nilsen         | 1969-08-08 | Molde FK          | 1  | 0 | 0 | 32 | 3  |
| Jan Frode Nornes     | 1973-01-08 | Odd Grenland      | 0  | 1 | 0 | 1  | 0  |
| Middenveld           |            |                   |    |   |   |    |    |
| Erik Mykland         | 1971-07-21 | TSV 1860 München  | 11 | 0 | 0 | 78 | 2  |
| Bent Skammelsrud     | 1966-05-18 | Rosenborg BK      | 7  | 0 | 1 | 22 | 6  |
| Eirik Bakke          | 1977-09-13 | Leeds United      | 6  | 2 | 0 | 10 | 0  |
| Roar Strand          | 1970-02-02 | Rosenborg BK      | 5  | 7 | 1 | 29 | 4  |
| Ståle Solbakken      | 1968-02-27 | FC København      | 5  | 3 | 1 | 58 | 9  |
| Øyvind Leonhardsen   | 1970-08-17 | Tottenham Hotspur | 3  | 0 | 0 | 69 | 14 |
| Jan Derek Sørensen   | 1971-12-28 | Borussia Dortmund | 2  | 2 | 0 | 6  | 0  |
| Kjetil Rekdal        | 1968-11-06 | Vålerenga IF      | 2  | 1 | 0 | 83 | 17 |
| Ørjan Berg           | 1968-08-20 | Rosenborg BK      | 2  | 0 | 0 | 19 | 1  |
| Raymond Kvisvik      | 1974-11-08 | Brann Bergen      | 0  | 1 | 0 | 1  | 0  |
| Tommy Svindal Larsen | 1973-08-11 | Stabæk IF         | 0  | 1 | 0 | 6  | 0  |
| Aanval               |            |                   |    |   |   |    |    |
| Ole Gunnar Solskjær  | 1973-02-26 | Manchester United | 10 | 0 | 1 | 37 | 14 |
| John Carew           | 1979-09-05 | Valencia CF       | 9  | 2 | 2 | 17 | 3  |
| Steffen Iversen      | 1976-11-10 | Tottenham Hotspur | 9  | 1 | 2 | 22 | 6  |
| Tore André Flo       | 1973-06-15 | Glasgow Rangers   | 8  | 3 | 0 | 54 | 21 |
| Ole Martin Årst      | 1974-07-19 | Standard Luik     | 2  | 0 | 0 | 2  | 0  |
| Thorstein Helstad    | 1977-04-28 | Leeds United      | 1  | 3 | 2 | 4  | 2  |
| Andreas Lund         | 1975-05-07 | Wimbledon         | 1  | 2 | 2 | 8  | 4  |
| Jostein Flo          | 1964-10-03 | Strømsgodset IF   | 0  | 2 | 0 | 53 | 11 |
| Frode Johnsen        | 1974-03-17 | Rosenborg BK      | 0  | 1 | 0 | 1  | 0  |